# Hendrik Nielsen
Hendrik „Indalêraĸ“ Nielsen (* 1. Juni 1942 in Saarloq; † 4. September 2022) war ein grönländischer Politiker (Siumut).

## Leben
Hendrik Nielsen war der Sohn des Landesrats Jakob Nielsen (1910–1985) und seiner Frau Marie „Mâliâraĸ“ Dorph († 1978). Er hatte sechs Schwestern. Er wurde in Saarloq geboren, aber wuchs in Aappilattoq und Alluitsup Paa auf. Hendrik heiratete am 26. April 1980 die Hauswirtschafterin Dorthe (* 1950).
Hendrik Nielsen besuchte von 1957 bis 1959 die Efterskole in Qaqortoq und ließ sich von 1965 bis 1966 zum Fischer ausbilden.
Er kandidierte bei der Landesratswahl 1971 als Erster Stellvertreter für Jens Adolfsen und als Zweiter Stellvertreter für Marius Abelsen. Letzterer wurde gewählt, starb aber 1972, sodass sein Erster Stellvertreter Jørgen Poulsen nachrückte. Dieser kam beim Absturz der Sikorsky S-61N OY-HAI im Oktober 1973 ums Leben, sodass Hendrik Nielsen ab 1974 für ihn in Grønlands Landsråd saß. Bei der Landesratswahl 1975 kandidierte er selbst und wurde wiedergewählt. In den späten Siebzigern hatte Nielsen zum wiederholten Male vorgeschlagen, dass Grönland eine eigene Flagge erhält, was auf sein Bestreben hin schließlich 1985 von Thue Christiansen erfüllt wurde.
Danach wurde er bei der Parlamentswahl 1979 für die Siumut in das erste Inatsisartut gewählt. Von 1980 bis 1983 saß er zudem sowohl im Dorfrat, als auch im Rat der Gemeinde Qaqortoq. Bei der Parlamentswahl 1983 wurde er erneut ins Parlament gewählt und zum Minister für Dörfer, Außendistrikte, Arbeitsmarkt und Jugend im Kabinett Motzfeldt II ernannt. Nach der Wiederwahl 1984 behielt er sein Ministerium auch im Kabinett Motzfeldt III. 1987 wurde er für eine weitere Legislaturperiode ins Inatsisartut gewählt. Bei der Wahl 1991 und 1995 trat er nur noch als Erster Stellvertreter von Kaj Egede an.
Er war von 1969 bis 1983 Vorstandsmitglied des Fischer- und Jägerverbands KNAPK. Weiterhin saß er von 1975 bis 1982 im Aufsichtsrat des KGH und von Grønlands Tekniske Organisation. Von 2001 bis 2009 und von 2012 bis 2013 war er Mitglied im Vorstand des Gewerkschaftsverbands SIK.
Am 29. November 1990 wurde er mit dem Nersornaat in Silber ausgezeichnet. Er starb 2022 im Alter von 80 Jahren.